# Anonconotus baracunensis
Anonconotus baracunensis is een rechtvleugelig insect uit de familie sabelsprinkhanen (Tettigoniidae). De wetenschappelijke naam van deze soort is voor het eerst geldig gepubliceerd in 1987 door Nadig.
1. ↑  (en) Anonconotus baracunensis op de IUCN Red List of Threatened Species.